# تامی لوگران
توماس پاتریک لوفران (به انگلیسی: Thomas Patrick Loughran) (29 نوامبر ۱۹۰۲–۷ ژوئیه ۱۹۸۲) بوکسور حرفه‌ای آمریکایی و قهرمان سابق وزن نیمه‌سنگین جهان بود. در وب‌سایت بوکس آماتوری، لوفران به عنوان هفتمین بوکسور نیمه سنگین‌وزن در همه زمان‌ها معرفی کرد است در حالی که نات فلیشر بنیانگذار مجله رینگ او را در رده ۴ قرار داده‌است. سازمان بین‌المللی تحقیقات بوکس، لوفران را به عنوان ششمین بوکسور نیمه‌سنگین تمام اعصار رتبه‌بندی کرده‌است. لوفران دو بار نامزد برترین بوکسور مجله رینگ شد، ابتدا در سال ۱۹۲۹ و بار دیگر در سال ۱۹۳۱. وی در سال ۱۹۵۶ به عضویت تالار مشاهیر مجله رینگ و در سال ۱۹۹۱ به عضویت تالار بین‌المللی مشاهیر بوکس درآمد.